# Norbert Loacker

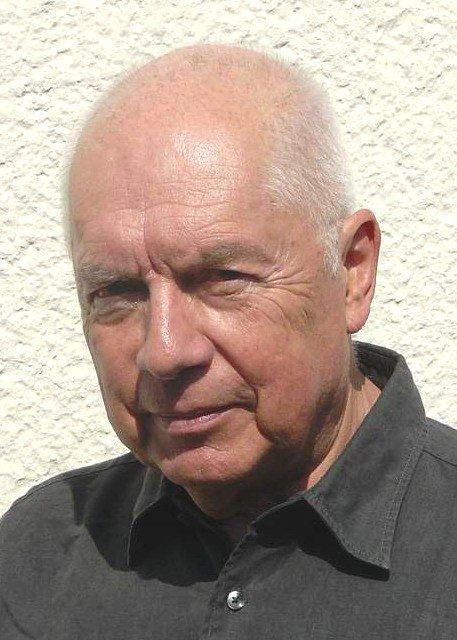
Norbert Loacker, 2012

Norbert Loacker (* 22. Juli 1939 in Altach/Vorarlberg; † 11. Januar 2024 in Frauenfeld, Kanton Thurgau, Schweiz) war ein österreichischer Schriftsteller.

## Leben
Norbert Loacker wurde in Altach, Vorarlberg geboren. An der Universität Wien studierte er Altphilologie, Geschichte und Philosophie. Nach Abschluss des Studiums (lic. phil.) übersiedelte er nach Zürich und lehrte an dortigen Gymnasien Latein und Geschichte. Von 1977 bis 1984 arbeitete er als Herausgeber im Kindler Verlag Zürich. Von 1997 bis 2004 wirkte er zunächst als Stiftungsrat, dann als Präsident der Robert-Walser-Stiftung (vorm. Carl-Seelig-Stiftung) in Zürich. Er lebte in Kaltenbach im Kanton Thurgau.
Norbert Loacker war Mitglied des Österreichischen P.E.N. Clubs und von Literatur Vorarlberg. Er starb am 11. Januar 2024 im Alter von 84 Jahren.

## Auszeichnungen
- 1983 Anerkennungspreis der Dr. Ernst-Korefstiftung für Lyrik
- 1984 Ehrengabe der Stadt Zürich
- 1985 Ehrengabe für Kunst und Wissenschaft des Landes Vorarlberg
- 1995 Ehrengabe der Stadt Zürich

## Werke

### Romane
- Aipotu, München 1980
- Die Vertreibung der Dämonen, München u. a. 1984
- Maddalenas Musik, Solothurn u. a. 1995
- Der Zufällige, Hohenems 2009

### Essays
- Zivilisation als menschliche Leistung, Zürich 1981
- Idealismus. Analyse einer Verhaltensstörung, Solothurn u. a. 1993
- Der geometrische Staat, Zürich 1994
- Die Symbolik des utopischen Orts, Bern u. a. 1997
- Das hat keine Wirklichkeit. Momentane Utopien in Robert Walsers „Geschichten“, Zürich 1998
- Der Vollkommenheitswahn, Zürich 2006
- Leben, Lesen, Träumen. Vom Erzählen, Hohenems 2010
- Was Massen mögen. Essay, Innsbruck 2016

### Hörspiele
- Harry Mosers Friede, 1985
- Cognac zum Frühstück, 1985
- Come back Dracula, 1986
- Die Baumeister, 1988
- Der Klub, 1990

### Sachbuch
- Wo Zürich zur Ruhe kommt. Die Friedhöfe der Stadt Zürich. Fotografie Christoph Hänsli. Zürich 1998

### Herausgebertätigkeit
- Kindlers Enzyklopädie „Der Mensch“. Zürich 1982–1985 Mitherausgeber gemeinsam mit Herbert Wendt der Bde. I–IV (naturwiss.) Herausgeber der Bände V–IX (geisteswiss.)
- V#8: Die Kunst des Wägens. Essays heute, Vorarlberger Zeitschrift für Literatur 2001
- V#22/23: Der Berg der Jahre, Vorarlberger Zeitschrift für Literatur 2009